# كلية الفنون الجميلة (جامعة البصرة)
تأسست كلية الفنون الجميلة في جامعة البصرة عام 1992.

## اقسام الكلية
تتكون الكلية من الأقسام التالية:-
- قسم التربية الفنية.
- قسم السمعية والمرئية بفرعيه السينما والتلفزيون.
- قسم الفنون التشكيلية بفرعيه الرسم والنحت والخزف.
- قسم الفنون المسرحية بتخصصاته التمثيل والإخراج.
- قسم الفنون الموسيقية.[1]

تخرجت الدورة الأولى في العام الدراسي 1995-1996 وضمت 63 طالب وطالبة هذا وقد استحدثت الدراسات المسائية في قسمين الفنون التشكيلية والمسرحية وعلى مستوى الدراسات العليا توجد دراسة الماجستير في قسم الفنون المسرحية والتشكيلية وتم افتتاح دراسة الدكتوراه في قسم الفنون المسرحية عام 2002-2003

## وصلات خارجية
موقع الكلية
موقع الجامعة